# Kevin Germanier
Pour les articles homonymes, voir Germanier.
Kevin Germanier, né en 1992 à Granges, est un créateur de mode suisse, fondateur de la marque glamour et écoresponsable Germanier.

## Biographie

### Enfance, famille et formation
Kevin ou Kévin Germanier naît en 1992 à Granges, dans le canton du Valais. Son père est assureur-conseiller financier et lieutenant-colonel à l'armée suisse, tandis que sa mère, secrétaire, s'occupe du foyer familial,,. Il a une sœur aînée et un frère cadet. Il est passionné de jeux vidéo mais affirme avoir « toujours voulu faire de la mode ».
Après sa maturité, il commence en 2010 des études au Centre de formation professionnelle arts de Genève, puis suit une année propédeutique à la Haute école d'art et de design Genève avant de rejoindre le Central Saint Martins College of Art and Design à Londres, dont il sort diplômé en 2017. Le coût des études londoniennes lui font demander une bourse à une fondation. Entre-temps, ses créations sont récompensées en 2015 par le prix EcoChic Design Award ; puis il fait un stage de six mois en 2016 chez Louis Vuitton. C'est cette année-là qu'il choisit de lancer prochainement sa marque.

### Développement du surcyclage
Un voyage en Chine lui faisant découvrir les travers de la fast fashion et ses moyens limités lors de ses études, même s'il est soutenu, le poussent à développer le surcyclage : il utilise ainsi des chutes de tissus ou des invendus pour créer ses vêtements et une partie d'entre eux sont tricotés par des membres de sa famille,, ; il y ajoute perles, plumes et strass pour obtenir des créations loin d'être austères, plutôt extraverties. « Pour moi l'upcycling vient toujours en second » précise-t-il, donnant avant tout priorité au produit.

### Création de sa propre marque
Installé à Paris, au départ dans un tout petit studio, depuis 2018, dans le quartier du Sentier, il y crée sa propre marque, nommée « Germanier »,,. Il collabore la même année avec Swarovski pour créer une collection. Matchesfashion.com lui propose d'acheter la totalité de sa première collection, mais il refuse et décide de « livrer seulement la moitié ». La maison Germanier est inscrite au calendrier officiel de la Semaine de la mode de Paris depuis 2020.
Une de ses réalisations est portée par Björk sur la couverture de son album Utopia sorti en 2017, puis lors du festival We Love Green en 2018 avec une création futuriste faite à partir de déchets textiles ; il habille également Beyoncé, Lady Gaga, Kristen Stewart et Taylor Swift.
Sa collection 2020, un hommage à son égérie Sailor Moon,, est bien reçue par le domaine de la mode. Son second défilé a lieu en octobre 2022 au palais de Tokyo, sur des chaises récupérées dans la rue pour les invités : il y présente des créations à base de crochet, sequins, perles, strass ou paillettes, le manteau en plumes multicolores porté par sa muse la drag queen La Grande Dame étant particulièrement remarqué. Son usage de perles, de plumes ou des couleurs devient sa marque de fabrique : « plus c'est kitsch et coloré, plus ça m'inspire » affirme-t-il.
Il conçoit tous les costumes de la cérémonie de clôture des Jeux olympiques d'été de 2024. À Noël, il assure la direction artistique de la décoration des douze vitrines des Galeries Lafayette du boulevard Haussmann.
En 2025, il est nommé chef costumier de la 69e édition du Concours Eurovision de la Chanson. Il y supervise la création de près de 200 costumes pour les trois présentatrices ainsi que pour 80 artistes se produisant lors des numéros d'ouverture et d'entracte des trois soirées de l'événement. 

## Prix et récompenses
- 2015 : Premier prix de l’EcoChic Design Award à Hong Kong[23]
- 2019 : Finaliste du Prix LVMH[24]
- 2023 : Prix Rünzi du canton du Valais, « pour son travail alliant tradition et innovation, son engagement durable et éthique, et la visibilité qu'il offre au canton du Valais sur la scène internationale »[25]